# Candelaria (Santa Cruz de Tenerife)
Candelaria är en kommun i Spanien.  Den ligger i provinsen Santa Cruz de Tenerife i den autonoma regionen Kanarieöarna i sydvästra delen av landet, 1 800 km sydväst om huvudstaden Madrid. Antalet invånare är 28 795 (2024).. Kommunen ligger på ön Teneriffa, 20 kilometer söder om Santa Cruz de Tenerife.
Staden är en stor katolsk religiös attraktion, eftersom den stora helgedomen Basílica de Candelaria (Candelariabasilikan) ligger här. Basilikan är helgad åt Kanarieöarnas skyddshelgon, Jungfrun av Candelaria (Virgen de la Candelaria). Basilikan förklarades den 24 januari 2011 av påven Benedictus XVI som Basilica minor enligt kanonisk rätt. Den är också ett populärt turistmål, och flera organiserade utflykter stannar i staden.
Varje år den 2 februari och den 15 augusti kommer tusentals pilgrimer till Candelaria från alla Kanarieöarna och från andra delar av Spanien för att fira högtiden för Jungfrun av Candelaria.

## Sevärdheter
- Basílica de Candelaria
- Plaza de la Patrona de Canarias
- Cueva de San Blas
- Barrio de Santa Ana

## Foton

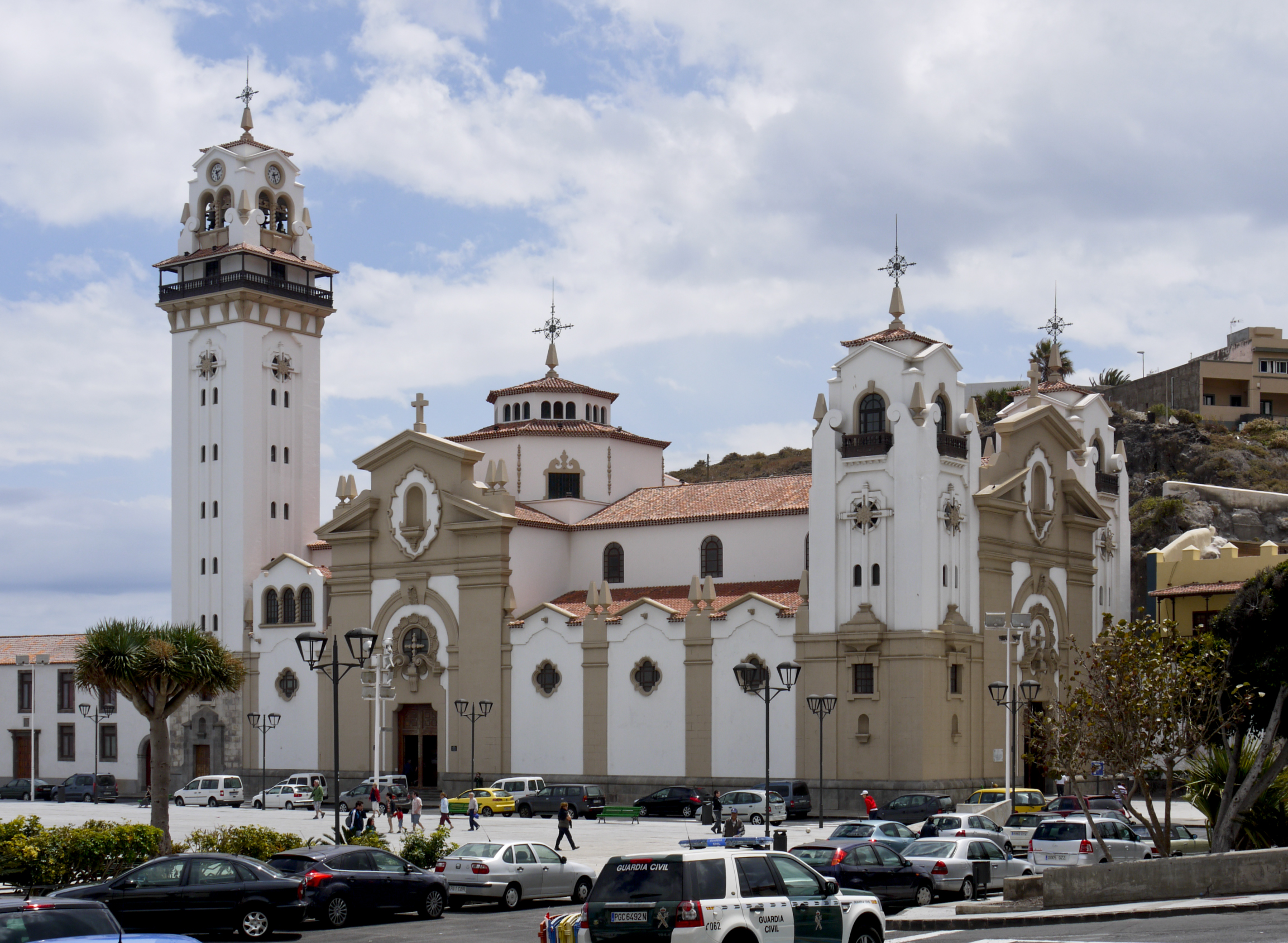
Basílica de Candelaria
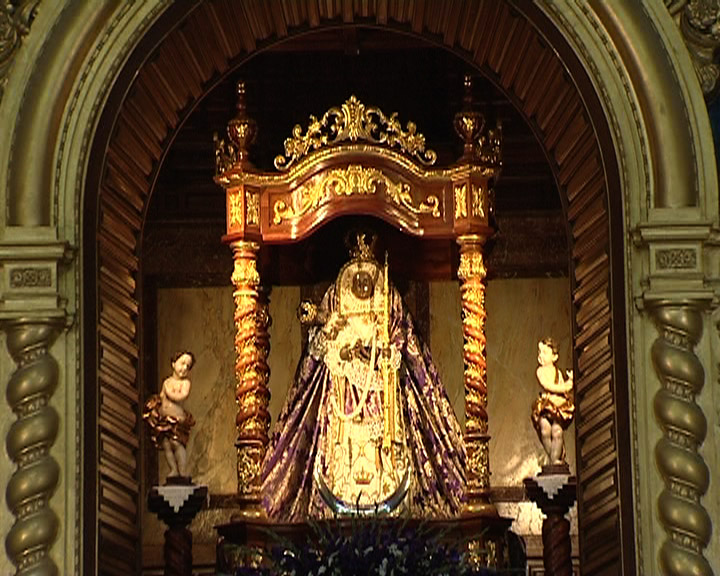
Jungfrun av Candelaria, Kanarieöarnas beskyddarinna
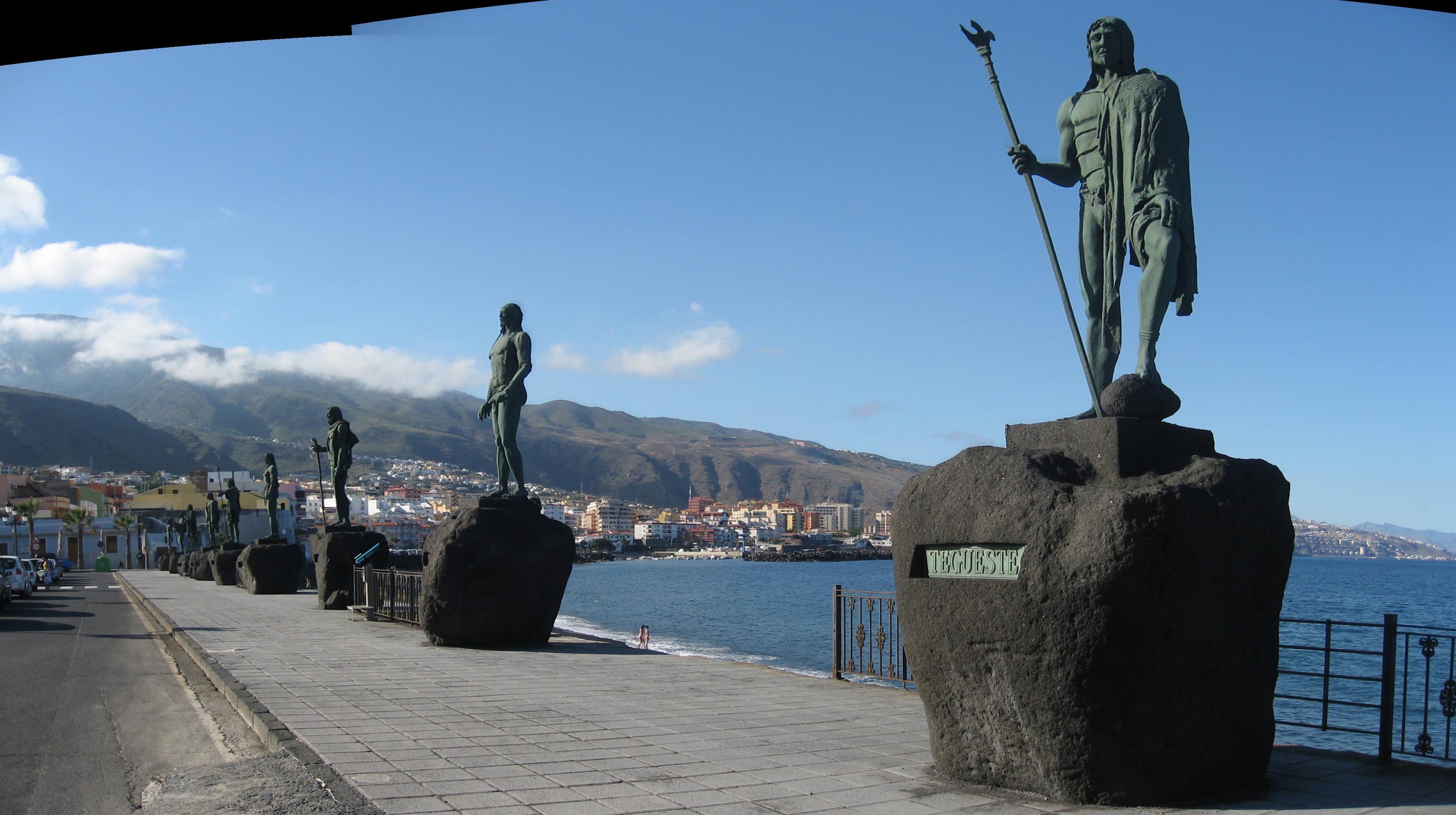
Runt torget står statyer av öns urinvånare, Guancher.